# Faurea saligna
Espèce
Faurea saligna est une espèce de plantes à fleurs de la famille des Proteaceae. C'est un arbre gracieux à feuilles semi-décidues,.

## Description
Faurea saligna atteint environ 10 m, ou jusqu'à 20 m en conditions forestières. Son écorce gris foncé à noire est rugueuse et profondément fissurée, tandis que ses feuilles étroites et tombantes rappellent celles du saule (saligna signifiant « comme un Salix »).

## Répartition et habitat
On trouve Faurea saligna de l'Afrique tropicale au sud de la Transvaal, du Swaziland et du Natal, souvent en grandes communautés sur des sols sablonneux et le long des cours d'eau.

## Utilisation
Le bois de Faurea saligna était très prisé par les Voortrekkers pour la fabrication de meubles et ils l'ont baptisé « Transvaal Boekenhout » en raison de la ressemblance du bois avec celui du Hêtre européen. Il existe une quinzaine d'espèces de « Faurea » en Afrique et à Madagascar.

## Galerie

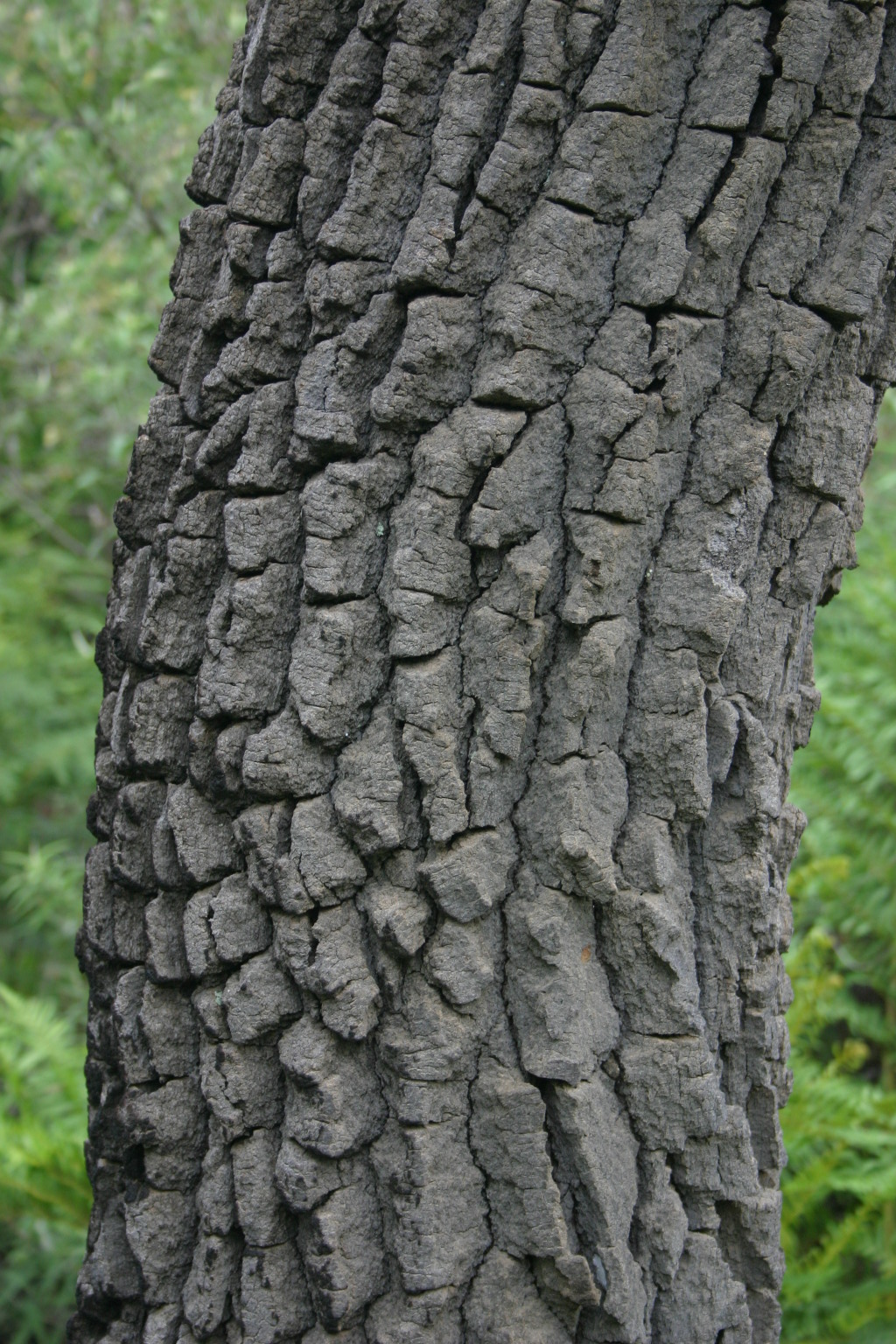
Tronc.
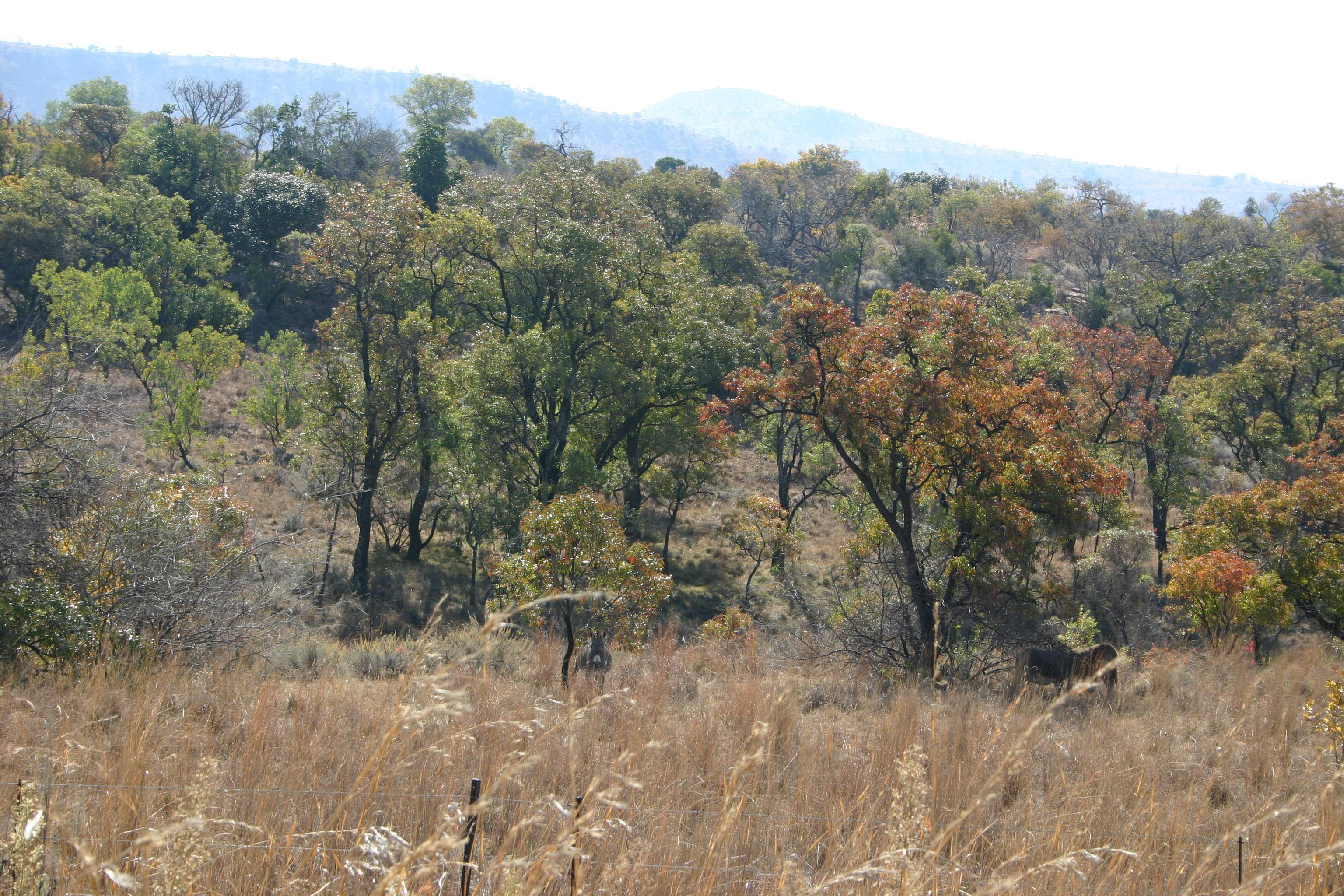
En automne.
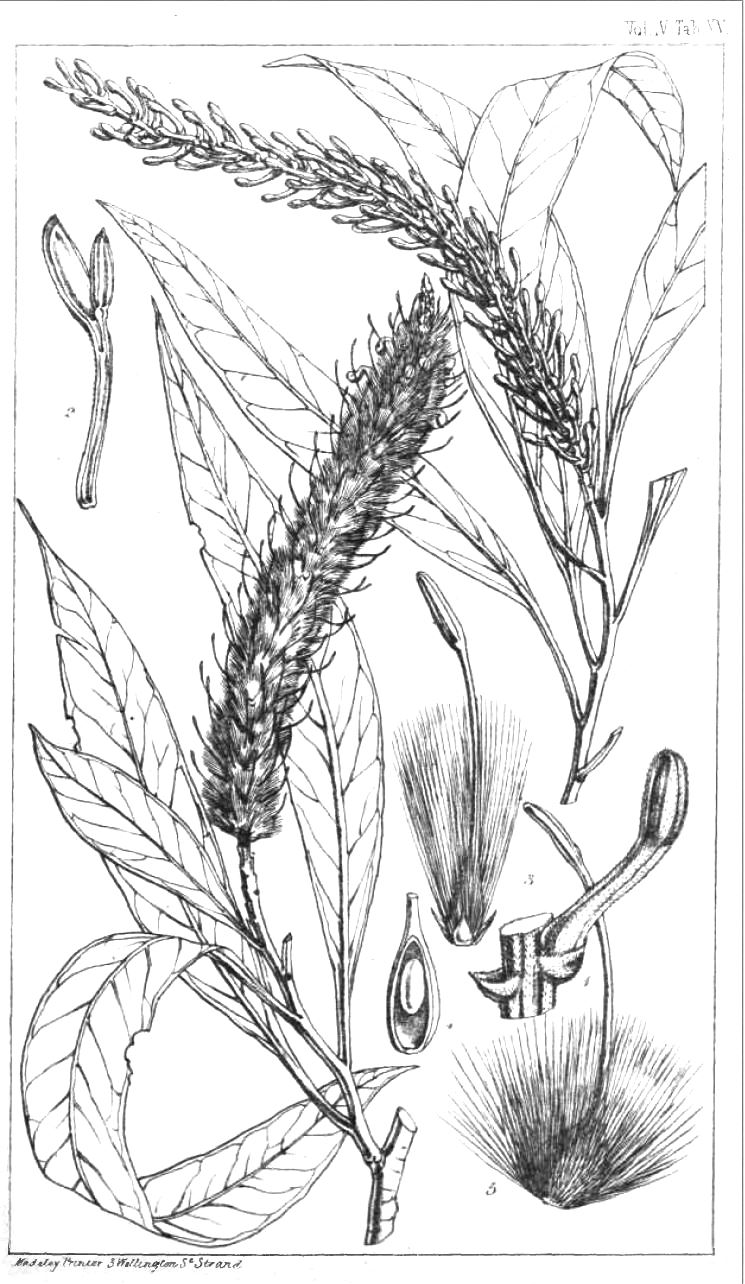
1. Partie de l'épi avec des fleurs non déployées 2. Pétale et étamine 3. Pistil et squamae 4. Ovaire ouvert pour montrer l'ovule solitaire 5. Noix avec style persistant.
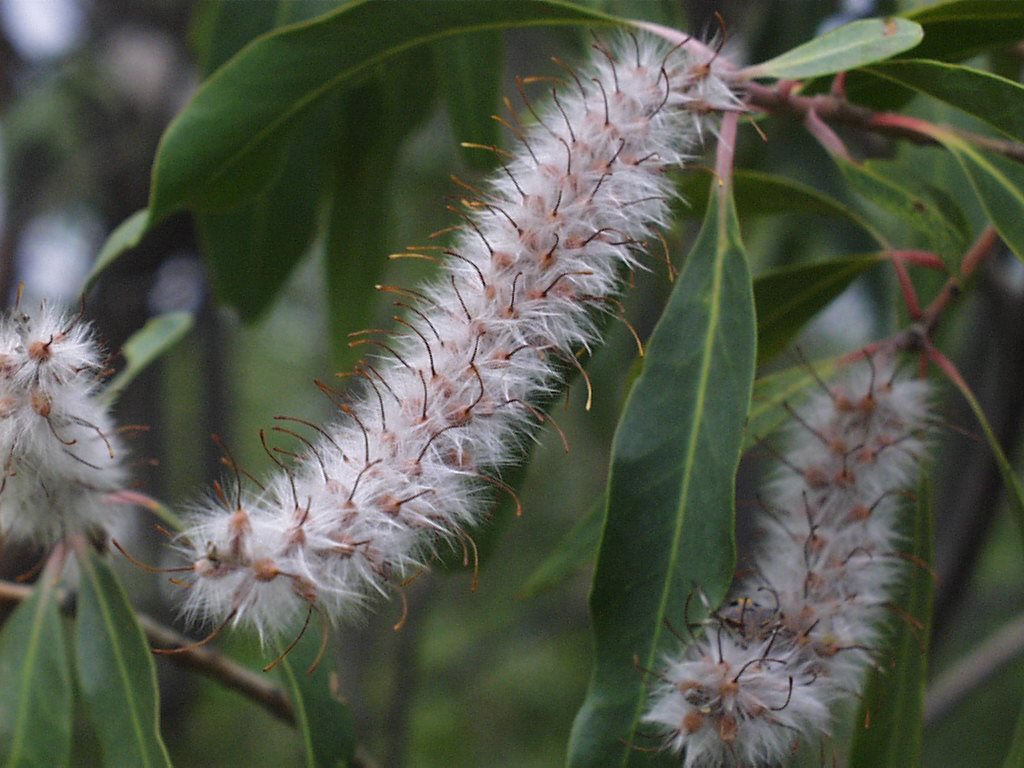
Pointes de noix soyeuses.

## Systématique
Le nom correct complet (avec auteur) de ce taxon est Faurea saligna Harv..
Faurea saligna a pour synonymes :
- Faurea saligna subsp. xanthoneura Merxm.
- Faurea usambarensis Engl.

### Étymologie
William Henry Harvey a nommé le genre d'après William Caldwell Faure (1822-1844), un jeune soldat et botaniste enthousiaste qui a été tué en Inde, et qui était le fils ministre hollandais de Cap Town Abraham Faure. Faure avait accompagné Harvey lors de nombreuses excursions botaniques et avait quitté le Cap pour l'Inde en 1844, après avoir reçu une commission dans le service militaire de la Compagnie des Indes orientales. Il contracta le choléra à son arrivée et eut la chance de s'en remettre. Quelques mois plus tard, en compagnie de quelques compagnons d'armes, il est abattu par un tireur embusqué alors qu'il traverse un ravin dans une zone forestière, en route pour rejoindre son régiment. Il meurt au bout d'une douzaine d'heures.